# 日比茂樹
日比 茂樹（ひび しげき、1943年11月17日 - ）は、日本の児童文学作家、初等教育教員。

## 来歴・人物
東京都出身。東京学芸大学で児童文学サークルあかべこに所属して児童文学の創作を始め、卒業後、東京都職員として都立の小学校教諭として勤めながら、盟友である皿海達哉らと児童文学同人誌「牛の会」を発起した。

## 作品・受賞歴
- 『二日間の夏』（こさかしげる絵、偕成社、偕成社の創作） 1980.12
- 『東京どまん中セピア色』 (小学館、小学館の創作児童文学シリーズ） 1981
- 『あの日のバッシ - あの日のぼく』（金の星社、みんなの文学 7） 1981.12
- 『バレンタインデーの贈り物』（偕成社、偕成社の創作） 1981.12
- 『白いパン』（小学館、小学館の創作児童文学 高学年版 41） 1983.12

第22回野間児童文芸推奨作品賞、第33回小学館文学賞
- 『少年釣り師・近藤たけし』（偕成社、偕成社の創作文学） 1984.7
- 『カツオドリ飛ぶ海』（講談社、青い鳥文庫） 1985.7
- 『おばけになったアサガオのたね』（小林与志絵、 草土文化） 1986.12
- 『のどあめぽとり』（小峰書店、どうわはともだち 5） 1987.12
- 『いれかわりオニ』（岡本美子絵、教育画劇、スピカ・どうわのおくりもの 2） 1989.6
- 『少年釣り師・住谷陽平』 (偕成社、偕成社の創作文学） 1990.9
- 『ミスターどろんこミスどろんこ』（草土文化） 1991.12
- 『カブトムシの木』（小峰書店、赤い鳥文庫） 1992.5
- 『氷あめのひみつ』（文渓堂、ぶんけい童話館 9） 1995.11

### 共著
- 『日本一小さい鳥! ミソサザイ』 (溝渕優他共著、星の環会、生きものたちのサバイバルストーリー） 2018.4
- 『水辺の狩人! ワニ』 (溝渕優他共著、星の環会、生きものたちのサバイバルストーリー） 2018.4
- 『人間になりたかった! キリン』 (溝渕優他共著、星の環会、生きものたちのサバイバルストーリー） 2018.4
- 『プールのジョン』（皿海達哉他共著、田畑書店、牛ライブラリー） 2007 - アンソロジー。日比の作品は表題作「プールのジョン」。

## 漫画原作
- 『新・釣りキチ一直線』 3（みやはら啓一画、ぶんか社） 1986.11
- 『新・釣りキチ一直線』 4（みやはら啓一画、ぶんか社） 1986.12